# Gabriel Balart i Crehuet
Gabriel Balart i Crehuet (Barcelona, 8 de juny del 1824 - 5 de juliol del 1893) va ser un compositor, director d'orquestra i pedagog català.

## Biografia
Estudia solfeig, piano i violí des dels set anys amb Fransec Sala. Posteriorment passa a ser deixeble d'Antoni Pasarell. Al 1840 ingressa com a primer violí a l'orquestra Òpera de Montesión- antic Teatre del Liceu de Barcelona- després de passar les proves. Al 1842 es trasllada a París per tal de perfeccionar els seus coneixements musicals, estudia violí amb Jean-Delphin Alard, mentre que Victor Dourlen l'instrueix en l'estudi de l'harmonia.
El 1844, a Barcelona, va actuar com a violinista acompanyat per Antoni Nogués, en un concert que va ser cabdal pel seu prestigi i reconeixement com a intèrpret. L'any 1846 va ser admès a París a les classes de contrapunt, fuga i composició amb l'operista italià Michele Carafa; i obtingué el Premi Extraordinari del Conservatori, ja que no podia rebre el Gran Prix de Rome per no ser ciutadà francès.
Posteriorment, a causa de la revolució de 1848 va haver de tornar a Barcelona, on va fer diversos concerts de violí i en poc temps va començar a treballar com a director d'orquestra.
L'any 1849, Balart es traslladà a Milà, on conegué la música escènica de l'època i es feu càrrec de la direcció del Teatro Re a partir del 1850.
Durant la seva estada a Milà, compon no només obres instrumentals, sinó que també s'interessa per l'òpera. Entre elles escriu La prigione di Edimburgo. Balart, de fet, va compondre també una òpera en 3 actes dissenyada específicament per l'ocasió, basada en un llibret de Giulio Carcano, executada el 1855 al Teatre Principal de Barcelona. A més, compongué altres òperes, però sense gaire ressò. A partir de mitjans dels anys 50 començà a escriure sarsueles, algunes amb força èxit, com Amor y arte, Los diamantes negros, Los guardias del rey de Siam i Rival y duende. També va ser autor de diverses simfonies, dos himnes, peces corals i música de saló.
S'establí definitivament a Barcelona el 1853, treballant com a mestre-director del Gran Teatre del Liceu de Barcelona per la temporada 1853-54, tot i que va tenir el mateix càrrec també durant els anys posteriors. En algun moment de la seva etapa final a Barcelona, es casà amb Balbina Sobrevals i Planellas (1844-1932).
Entre les seves feines més notòries, destaca el fet que dirigí l'estrena de l'obertura de l'òpera Rienzi, de Richard Wagner al Liceu, el 6 de febrer del 1874. L'any 1886 cessà la producció com a compositor, a l'haver estat nomenat professor d'harmonia i composició al Conservatori del Liceu, a Barcelona. Més endavant esdevingué el segon director en la història de la institució, a reemplaçar-hi en Marià Obiols; i conservà el càrrec fins a la mort. Durant el seu període com a pedagog tingué per alumnes una diversitat de grans professionals com: Francesc Camaló i el seu successor en la direcció del conservatori, Sànchez i Cavagnach, Antoni Nicolau, Vicenç Negrevernis, Joaquim Maria Vehils, Domènec Sànchez, Joan Escalas, Màrius Calado, entre els més importants.
Segons el registre de defuncions, va morir el 5 de juliol de 1893 d'esclerosi cerebral-espinal. Fou enterrat al cementiri del Poblenou, de Barcelona (Dep. I, illa 3a, nínxol exterior 1368). Un fill d'ambdós, Gabriel Balart i Sobrevals (1877-1966), també va ser un músic i violinista que va treballar molts anys a l'orquestra del Liceu de Barcelona. El matrimoni tingué dos altres fills, Josep Balart i Sobrevals (1883-1904) i Concepció Balart i Sobrevals (1888-1888).

## Obres i llegat
Durant la seva etapa a París va compondre diversitat d'obres, com ara valsos, quadrilles, peces corals, fugues i cànons; algunes d'aquestes obres van ser publicades allà i van obtenir certa difusió
- Las aleluyas vivientes: revista diorámica de 1867 (1868), amb lletra de José María Gutiérrez de Alba
- Barcarola para voz de tenor
- La Camia (1877), simfonia per a gran orquestra, primer premi de simfonies al Concurs de la Mercè de Barcelona
- La Concepción: sinfonía a grande orquesta (1857)
- Edita (1867), simfonia per a gran orquestra
- Fantasía elegíaca: a grande orquesta y voces, dedicada a Marià Obiols. N'hi ha versió per a piano a quatre mans (1890)
- Une fête au village, quadrilla
- La fête du pays, suite de valses allemandes
- Hojas marchitas, per a instruments de corda (1888)
- Isabela, simfonia
- La pesca: barcarola para voz de tenor
- La polka de Prim, per a piano
- La prigione di Edimburgo, òpera
- Raquel: vals lento, per a orquestra
- Tamino: vals, per a piano. Extret de la sarsuela El tulipán de los mares
- Zahara: paso-doble, per a orquestra
- Valse brillante, per a piano i violí, dedicat al seu mestre Alard

### Música per a l'escena
(sarsueles)
- La almoneda del diablo: comedia de magia (1884), amb lletra de Rafael Cerach
- El amor por los cabellos: juguete cómico-lírico en un acto y en verso (1865), amb lletra de Salvador Granés
- Amor y arte (1862), en tres actes, amb llibret de José Zorrilla y Moral. També se l'anomena Barón en amor y arte
- Así en la tierra como en el cielo (1863). Sarsuela en tres actes, conté l'havanera Mamá que me pongo mala. Amb lletra de Salvador Granés
- Un consejo de guerra (1865), en dos actes, amb llibret de Pantaleón Moreno Gil
- Los diamantes negros (1863), en tres actes, amb llibret d'Emilio? Álvarez
- El que va a morir te saluda: juguete cómicolirico (1865), en un acte, amb llibret de Juan Belza
- Los guardias del Rey de Siam (1863), en un acte, amb lletra de Miguel Pastorfido
- El hostalero de Ricla (1873), en tres actes
- La madre de los pobres (1866), en un acte
- Maese Gorgorito, o, el teatro y el convento (1869), en dos actes i amb lletra de José María Gutiérrez de Alba
- Un marido sobre acuas (1864), en un acte, amb llibret de Juan Belza
- lLe prigione di Edimburgo, òpera
- El rapacín de Candás (1862), sarsuela en un acte, amb llibret de Francisco García Cuevas
- Rival y duende (1863), en tres actes, llibret de Pantaleón Moreno Gil
- El tulipán de los mares: Zarzuela bufa en 4 actos (1873), basada en La flauta màgica de Mozart
- Un viaje a la Conchinchina (1875), en un acte. En col·laboració amb Emilio Arrieta, i amb llibret de Miguel Pastorfido

Més enllà de les seves obres musicals, cal també esmentar que Balart va ser l'autor d'un tractat teòric precedent al Mètode analític per a l'estudi del solfeig publicat el 1860 per Joaquim Lladó.